# Eriocaulon monoscapum
Eriocaulon monoscapum är en gräsväxtart som beskrevs av Ferdinand von Mueller. Eriocaulon monoscapum ingår i släktet Eriocaulon och familjen Eriocaulaceae.
Artens utbredningsområde är Northern Territory, Australien. Inga underarter finns listade i Catalogue of Life.